# Joué-du-Bois
Joué-du-Bois är en kommun i departementet Orne i regionen Normandie i nordvästra Frankrike. Kommunen ligger i kantonen Carrouges som tillhör arrondissementet Alençon. År 2022 hade Joué-du-Bois 386 invånare.

## Befolkningsutveckling
Antalet invånare i kommunen Joué-du-Bois
| Referens: INSEE |